# パヴァローロ
パヴァローロ（伊: Pavarolo）は、イタリア共和国ピエモンテ州トリノ県にある基礎自治体（コムーネ）。

## 地理

### 位置・広がり

#### 隣接コムーネ
隣接するコムーネは以下の通り。
- バルディッセーロ・トリネーゼ
- カスティリオーネ・トリネーゼ
- キエーリ
- ガッシーノ・トリネーゼ
- モンタルド・トリネーゼ

## 姉妹都市
- Le Cheylas、フランス